# Helmut Ulm

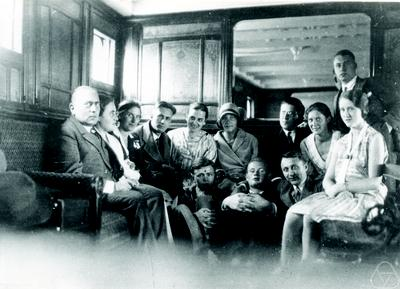
Gruppenbild um Otto Toeplitz (links) 1930, darunter Helmut Ulm (auf dem Boden sitzend links), Gottfried Köthe (auf der hinteren Bank vor dem Spiegel sitzend), D. Vieth und Elisabeth Hagemann

Helmut Ulm (* 21. Juni 1908 in Gelsenkirchen; † 13. Juni 1975) war ein deutscher Mathematiker.

## Leben
Ulm war der Sohn eines Volksschullehrers in Elberfeld und besuchte das Gymnasium in Wuppertal mit dem Abitur 1926. Danach studierte er Mathematik und Physik in Göttingen (1926/27), Jena (1927), Bonn (1927 bis 1930) unter anderem bei Richard Courant, Erich Bessel-Hagen, Felix Hausdorff und Otto Toeplitz. 1930 promovierte er  summa cum laude bei Otto Toeplitz in Bonn mit einer Dissertation über abzählbar-unendliche abelsche Gruppen (Zur Theorie der abzählbar-unendlichen Abelschen Gruppen). Danach war er wieder in Göttingen, wo er auf Vermittlung von Toeplitz Zugang zum Kreis von Emmy Noether erhielt und Assistent von Courant war. Von 1933 bis 1935 war er in Göttingen an der Herausgabe der Gesammelten Werke von David Hilbert beteiligt mit Wilhelm Magnus und Olga Taussky-Todd. Wegen seiner ablehnenden Haltung gegenüber dem Nationalsozialismus – er war mit mehreren jüdischen Mathematikern befreundet – konnte er sich nicht in Göttingen habilitieren. 1933 war er einer der Unterzeichner einer Petition zugunsten seiner Lehrerin Emmy Noether in Göttingen. 1936 reichte er seine Habilitation in Münster bei Heinrich Behnke ein. Darin verallgemeinerte er die Elementarteiler-Theorie auf unendliche Matrizen, womit er eine Idee von Toeplitz aufgriff. Die Habilitation wurde aber verzögert und erfolgte schließlich erst nach dem Krieg 1945. In den 1930er Jahren war er ein unterbezahlter Dozent in Münster und ab August 1941 arbeitete er in Teilzeit in der kryptographischen Abteilung des auswärtigen Amtes Pers Z, was ihm die Einberufung zur Wehrmacht ersparte. Anfang der Woche arbeitete er als Dozent in Münster, ab Donnerstag und das Wochenende bei Pers Z.
Nach dem Krieg wurde er außerordentlicher Professor und 1968 Professor in Münster. Er gab hauptsächlich Kurse in angewandter Mathematik. Sein Gesundheitszustand war schlecht. 1974 wurde er emeritiert. Auf seinem alten Arbeitsgebiet unendliche abelsche Gruppen veröffentlichte er nach den 1930er Jahren nichts mehr, betreute aber Dissertationen auf diesem Gebiet.
Von ihm stammen wichtige Arbeiten über die Klassifizierung unendlicher abelscher Gruppen mit nach ihm benannter Ulm-Invarianten.
Zu seinen Doktoranden gehören die Professoren Eberhard Kaniuth und Heinz Günther Tillmann.

## Schriften
- Zur Theorie der abzählbar-unendlichen Abelschen Gruppen, Mathematische Annalen, Band 107, 1933, S. 774–803
- Zur Theorie der nicht-abzählbaren primären abelschen Gruppen, Mathematische Zeitschrift, Band 40, 1935, S. 205–207
- Elementarteilertheorie unendlicher Matrizen, Mathematische Annalen, Band 114, 1937, S. 493–505